# Viviendo deprisa
Viviendo deprisa – druga płyta studyjna hiszpańskiego piosenkarza Alejandro Sanza. Wszystkie piosenki zostały napisane przez Sanza, niektóre podpisane są nazwiskiem Algazul Medina - jest to pseudonim, którego piosenkarz używał na początku swojej kariery. Album jest wart 9 platynowych płyt w Hiszpanii. W 2006 roku wydano reedycję albumu cd + dvd. Na płycie oprócz dziesięciu oryginalnych piosenek są wersje demo piosenek „Tocá para mí” i „Viviendo deprisa” oraz akustyczna wersja „Se le apagó la luz” z płyty Básico. Płyta dvd zawiera dwa wideoklipy i cztery występy na koncercie w Madrycie.

## Lista utworów pierwszego wydania
1. Los Dos Cogidos De La Mano (A. Sanz) (5:06)
2. Pisando Fuerte (A. Sanz) (4:32)
3. Lo Que Fui Es Lo Que Soy (A. Sanz) (4:40)
4. Todo Sigue Igual (Borrego, Medina) (5:13)
5. Viviendo Deprisa (A. Sanz) (3:17)
6. Se Le Apago La Luz (A. Sanz) (4:46)
7. Duelo Al Amanecer (A. Medina) (3:31)
8. Completamente Loca (A. Medina) (3:32)
9. Toca Para Mi (A. Sanz) (4:07)
10. Es Este Amor (A. Medina) (3:34)